# Posis
Posis (en llatí Posis) va ser un modelador romà que va viure al segle i.
Marc Terenci Varró el menciona amb cert elogi, i diu que feia unes pomes i uns raïms que era quasi impossible distingir-los dels originals. Sembla que aquest tipus de figures primer es modelaven i després es pintaven. El fet que semblessin tan reals ha fet sospitar que podrien ser de cera, però segurament es feien en argila o guix.